# Кошкино (Большелуцкое сельское поселение)
Ко́шкино — деревня в Большелуцком сельском поселении Кингисеппского района Ленинградской области России.

## История
Впервые упоминается в писцовых книгах Шелонской пятины от 1571 года как деревня в Кишкине — 2 ½ обжи в Ямском Окологородье.
Согласно шведским «Балтийским писцовым книгам» (Baltiska Fogderäkenskaper) деревня носила название: Hamela (1589 год).
Затем как деревня Koschino by — 3 обжи, она упоминается в шведских писцовых книгах 1618—1623 годов.
На карте Ингерманландии А. И. Бергенгейма, составленной по шведским материалам 1676 года, она обозначена как деревня Koskinaby.
На шведской «Генеральной карте провинции Ингерманландии» 1704 года — как Koskina.
На «Географическом чертеже Ижорской земли» Адриана Шонбека 1705 года — как Коскинако.
Деревня Кошкино упомянута на карте Ингерманландии А. Ростовцева 1727 года.
На картах Санкт-Петербургской губернии Я. Ф. Шмидта 1770 года и Ф. Ф. Шуберта 1834 года она также обозначена под названием Кошкино. Деревня являлась вотчиной императрицы Марии Фёдоровны из которой в 1806—1807 годах были выставлены ратники Императорского батальона милиции.

МАРИЕНГОФ — мыза, принадлежит генерал-майорше Резвовой, число жителей по ревизии: 8 м. п., 10 ж. п.

КОШКИНО — деревня, принадлежит генерал-майорше Резвовой, число жителей по ревизии: 39 м. п., 38 ж. п. (1838 год)

КОШКИНО — деревня полковника Резваго, по просёлочной дороге, число дворов — 10, число душ — 35 м. п. (1856 год)

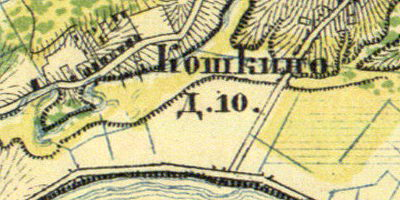
Деревня Кошкино на карте 1860 года

В 1860 году деревня насчитывала 10 дворов.

КОШКИНО — деревня владельческая при реке Солке, число дворов — 12, число жителей: 56 м. п., 49 ж. п.
(1862 год)

КОШКИНО — деревня, по земской переписи 1882 года: семей — 21, в них 65 м. п., 57 ж. п., всего 122 чел.

Согласно материалам по статистике народного хозяйства Ямбургского уезда 1887 года мыза Мариенгоф площадью 1003 десятины принадлежала дворянину Д. М. Резвому, она была приобретена до 1868 года. Мыза вместе с водяной мельницей сдавалась в аренду.

КОШКИНО — деревня, число хозяйств по земской переписи 1899 года — 17, число жителей: 44 м. п., 51 ж. п., всего 95 чел.;
 разряд крестьян: бывшие владельческие; народность: русская — 79 чел., смешанная — 16 чел.

В 1900 году, согласно «Памятной книжке Санкт-Петербургской губернии», мыза Мариенгоф площадью 1070 десятин принадлежала дворянину Дмитрию Модестовичу Резвому.
В конце XIX — начале XX века деревня Кошкино административно относилась к Горкской волости 2-го стана Ямбургского уезда Санкт-Петербургской губернии.
С 1917 по 1924 год деревня Кошкино входила в состав Кошкинского сельсовета Горской волости Кингисеппского уезда.
С 1924 года в составе Свейского сельсовета.
Согласно данным переписи населения СССР 1926 года в деревне Кошкино проживали 137 человек, большинство русские, а также поляки.
С февраля 1927 года в составе Кингисеппской волости. С августа 1927 года в составе Кингисеппского района.
С 1928 года вновь составе Кошкинского сельсовета.

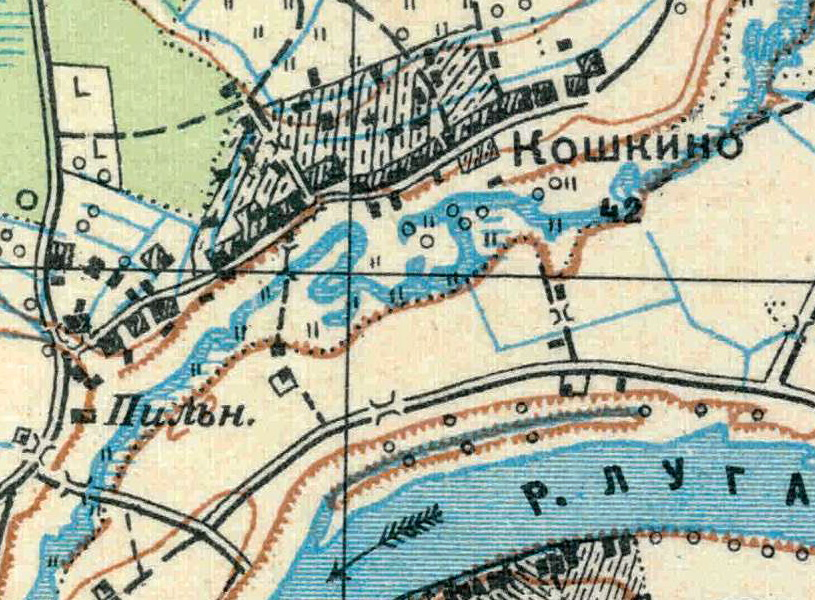
План деревни Кошкино. 1930 год

Согласно топографической карте 1930 года деревня насчитывала 42 двора.
По данным 1933 года деревня Кошкино являлась административным центром Кошкинского сельсовета Кингисеппского района, в который входили 6 населённых пунктов: деревни Глубокое, Захонье, Кошкино, Крикково, Сала и Свейск, общей численностью населения 745 человек.
По данным 1936 года в состав Кошкинского сельсовета входили 7 населённых пунктов, 174 хозяйства и 3 колхоза.
В 1939 году население деревни Кошкино составляло 146 человек.
C 1 августа 1941 года по 31 января 1944 года деревня находилась в оккупации.
В 1958 году население деревни Кошкино составляло 78 человек.
По данным 1966 и 1973 годов деревня также находилась в составе Кошкинского сельсовета с центром в деревне Первое Мая.
По данным 1990 года в состав Кошкинского сельсовета входили 14 населённых пунктов: деревни Заречье, Захонье I, Захонье II, Карлово, Комаровка, Кошкино, Манновка, Ореховая Горка, Первое Мая, Пулково, Свейск, Серёжино; хутора Одресаре, Поповка, общей численностью населения 692 человека. Административным центром сельсовета была деревня Первое Мая (107 чел.).
В 1997 году в деревне Кошкино Большелуцкой волости проживали 225 человек, в 2002 году — 193 человека (русские — 92 %), в 2007 году — 227.

## География
Деревня расположена в юго-западной части района на автодороге 41К-579 (Кингисепп — Манновка), между деревнями Жабино и Серёжино.
Расстояние до административного центра поселения — 22 км.
Расстояние до ближайшей железнодорожной станции Сала — 8,5 км.
Деревня находится на правом берегу Луги, в месте впадения в неё реки Солки.

## Демография
| 1862 | 2007 | 2010 | 2017 |
| ---- | ---- | ---- | ---- |
| 105  | ↗227 | ↘223 | ↘222 |

### Национальный состав
Согласно данным Всероссийской переписи населения 2021 года в деревне проживали 182 человека, из них:
 русские — 158, буряты — 7, корейцы — 6, узбеки — 4, украинцы — 4, армяне — 1, казахи — 1, эстонцы — 1 человек.

## Мариенгоф
Местность у впадения реки Солки в Лугу, называвшаяся Терпигорьем, была родовым поместьем шведского генерал-аншефа барона Франца-Вильгельма Блекена, предки которого владели этой землей с XVII века. С 1764 года хозяйкой мызы Мариенгоф, названной так по имени владелицы, стала дочь Блекена баронесса Шарлота-Мария Корф.
Через 10 лет мыза была продана консулу шведского купечества в Нарве Е. И. Дельфину. В 1780-е он построил каменный усадебный дом в духе классицизма, сохранявшийся без перестроек до 1917 года. Именно у него купил Мариенгоф самый знаменитый владелец усадьбы, участник наполеоновских войн генерал-лейтенант Дмитрий Петрович Резвый. При нём был расширен усадебный парк. Его потомки сохраняли за собой Мариенгоф вплоть до революции 1917 года. Ценные воспоминания об усадьбе оставил искусствовед Николай Николаевич Врангель. Они были опубликованы в журнале «Старые годы».
На карте 1860 года мыза имеет название «Ориенгоф».
Иван Шишкин побывал в 1894 году в Мариенгофе, где написал картины «Лес по дороге в Мариенгоф», «Около дачи» (Государственный музей изобразительных искусств Республики Татарстан), «Полевые цветы».
В советское время усадьба была разрушена, на фундаменте XVIII века построен сельский клуб. Большая часть парка застроена, сохранились отдельные деревья по берегу Солки.

## Инфраструктура
В деревне расположены: с/х предприятие ЗАО «Кошкино», отделение почты, магазин, газовая котельная, двухэтажные белокирпичные дома советского периода (подключены к автономному газохранилищу), частные дома. У берега Солки стоит разрушенный во время войны дот.

## Иллюстрации

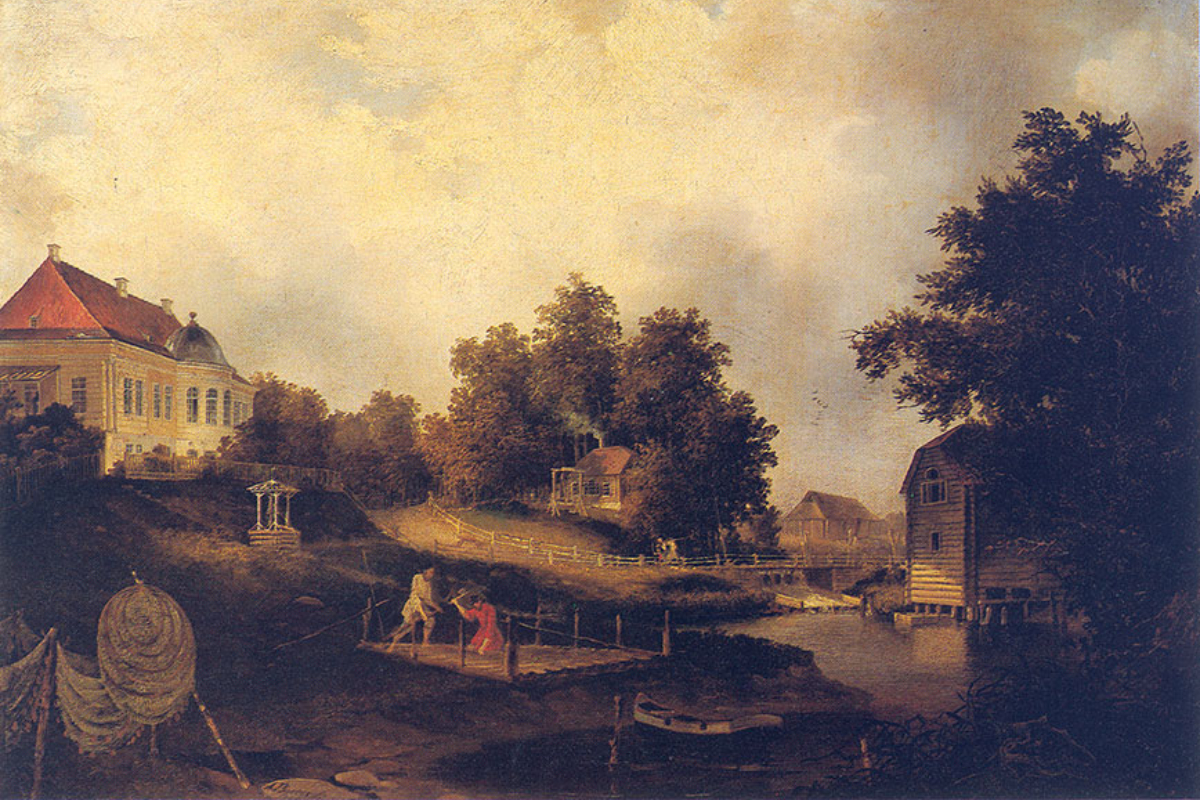
А. Я. Волосков. «Вид в усадьбе М. Д. Резвого Мариенгоф близ Петербурга». 1846 год
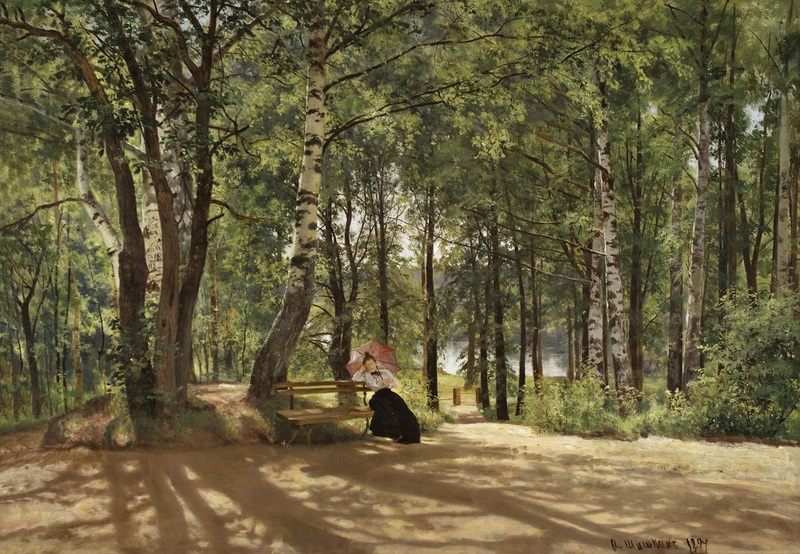
И. И. Шишкин.«Около дачи». 1894 год

## Улицы
Береговая, Восточная, Парковая, Строителей, Южная.